# El último confín de la Tierra
El último confín de la Tierra (Uttermost Part of the Earth) es una obra literaria escrita en 1948 por Esteban Lucas Bridges -el tercer nacido no aborigen de Ushuaia- en la que relata sus experiencias junto a los nativos selknam y yaganes de Tierra del Fuego, incluyendo la historia familiar y una reseña histórica de Ushuaia desde 1826, cuando el HMS Beagle partió rumbo a las tierras australes al mando del comandante Robert Fitz Roy. Lucas Bridges creció manteniendo relación con los indígenas, conociendo sus costumbres, creencias e idioma, y la interrelación con el hombre blanco. Quien lo animó para que escribiera este libro fue, en 1938, el escritor suizo argentino Aimé Félix Tschiffely, que luego publicó en 1953 El hombre de la bahía del pájaro carpintero, un libro en el que relata la vida de Lucas Bridges. 
Se publicó originalmente en inglés, en Londres, un año antes de la muerte del autor; en 1952 se editó la versión en español en Buenos Aires, con el título El último confín de la Tierra: una juventud entre los indios fueguinos. También fue traducido al idioma francés (Aux confins de la terre: une vie en Terre de Feu, 1874-1910) y al italiano (Ultimo confine del mondo: viaggio nella Terra del Fuoco).